# Datenbank der kritischen Werke
Die Datenbank kritischer Werke ist eine Initiative des Bundesverbandes deutscher Kunstversteigerer (BDK), in dem mehr als 35 Auktionshäuser Mitglied sind.
Bei der Datenbank kritischer Werke handelt es sich um eine Datenbank für Kunstwerke, deren Provenienz unklar ist oder deren Authentizität angezweifelt wird. Der Begriff der Kunstfälschung wird dabei bewusst durch den Begriff kritisches Werk ersetzt. Das Projekt wurde 2005 auf Initiative des Bundesverbandes Deutscher Kunstversteigerer (BDK) und Markus Eisenbeis (Van Ham Kunstauktionen) gestartet und dient als internes Instrument gegen den Handel mit Kunstfälschungen. Diese Art der Datenbank ist international bislang einmalig. Die Datenbank ist nicht öffentlich einsehbar, nur Mitglieder des BDK haben Zugang.
Um ein wissenschaftliches und solides Fundament für die Datenbank zu schaffen, wurden diverse Kunstnachlässe, Archive und Autoren von Werkverzeichnissen beteiligt. Wird ein Kunstwerk in einem Auktionshaus oder in einer Galerie aus berechtigten Zweifeln nicht angenommen, so wird es in die Datenbank aufgenommen.